# Tony Takitani (Film)
Tony Takitani ist ein Film des japanischen Regisseurs Jun Ichikawa aus dem Jahr 2004, basierend auf der gleichnamigen Erzählung von Haruki Murakami.

## Handlung
Tony Takitanis Kindheit ist von Einsamkeit geprägt: Seine Mutter verstarb schon sehr früh und sein Vater ist selten zu Hause. Auch die Integration in die japanische Gesellschaft fällt ihm aufgrund seines ungewöhnlichen Vornamens schwer. Tony entwickelt ein Talent dafür die Wirklichkeit akribisch in Bildern abzubilden und wird technischer Zeichner. Eines Tages, Tony ist inzwischen 40 Jahre alt, trifft er auf die 15 Jahre jüngere Eiko Konuma. Sie verlieben sich ineinander und heiraten bald darauf.
Eiko leidet unter einer Kaufsucht und im Laufe der Zeit benötigt sie für ihre Garderobe sogar ein eigenes Zimmer. Nachdem Tony sie bittet, weniger Geld dafür auszugeben, gibt sie einige ihrer wertvollen Kleidungsstücke zurück. Auf der Fahrt nach Hause wird sie Opfer eines Verkehrsunfalls und stirbt. Tony stellt daraufhin die junge Hisako als seine Assistentin ein. Bedingung dabei ist, dass sie die Kleidung seiner verstorbenen Frau trägt. Noch bevor Hisako ihren ersten Arbeitstag beginnt, zieht Tony die Stelle zurück. Der Film endet mit einem Anruf von Tony an Hisako, welche diesen jedoch verpasst, da sie von einer älteren Dame auf der Straße behelligt wird.

## Kritiken
„Die Geschichte eines Menschen ohne Eigenschaften verdichtet sich zur stimmigen Parabel über die Einsamkeit und setzt den ruhigen Erzählfluss der literarischen Vorlage überzeugend um. Klar und sanft entwickelt, spiegelt der Film die Verlorenheit des Einzelnen in einer modern-urbanen Umwelt.“

„Karge Kulissen, leblose Farben: Jun Ichikawa ist der erste Filmemacher, der sich an eine Erzählung des Schriftstellers Haruki Murakami wagt. Das Ergebnis, ‚Tony Takitani‘, ist wunderbar stimmig“

„Nach einer Kurzgeschichte des japanischen Bestseller-Autors Haruki Murakami inszenierte Jun Ichikawa ein Werk, das sich in der Erzählung zurücknimmt und hauptsächlich über das Bild funktioniert. Dazu passt die Musik von Ryuichi Sakamoto wie die Kleider der Sekretärin.“